# Félix Auvray
Félix Auvray (Cambrai, 31 de marzo de 1800 - París, 11 de septiembre de 1833) fue un pintor, escritor y caricaturista francés.
Nació en Cambrai el 31 de marzo de 1800 en el seno de una familia con intereses artísticos. Estudió en la Academia de Bellas Artes de Valenciennes. En 1820 se marcha a París como alumno del barón Gros. Además era hermano del pintor Hippolyte-Alexandre Auvray y del escultor Louis Auvray.
Su primera exposición la realizó en 1824. En 1825 inicia un viaje de tres años por Italia visitando Florencia y Roma, lo que le permite desarrollar nuevos cuadros. La mayoría de sus obras se pueden contemplar en el Museo de Bellas Artes de Valenciennes.
Murió en París el 11 de septiembre de 1833 con 33 años de edad.